# تيار المحبة
تيار المحبة  ( سابقاً العريضة الشعبية للحرية والعدالة والتنمية ) هو حزب سياسي يتزعمه محمد الهاشمي الحامدي. أنشِئ منذ قيام ثورة 14 جانفي، أنشأه رئيسه الحالي محمد الهاشمي الحامدي وهو إعلامي معروف يمتلك قناة المستقلة.
وهو اعلامي يقيم في بريطانيا منذ الثمانينات.

## أدائه خلال انتخابات المجلس التأسيسي 2011

الشعار السابق، شعار العريضة الشعبية.

قبيْل انتخابات المجلس الوطني التأسيسي التونسي 2011، تعهّد الحزب بتوفير الرعاية الصحية بالمجان، إضافة إلى برنامج تعويضات البطالة قيمته 200 دينار تونسي لكلّ من النصف مليون عاطل عن العمل في تونس. كما تعهّد الحامدي شخصيّاً بأن يضخّ 2 مليار دينار تونسي لصالح ميزانية الدولة. تؤيّد قناة المستقلة حملة العريضة بشراسة، وتقدم الكثيرون بالشكاوى من أجل إبطال القائمة وكراسيها. وقد تمّ ذلك بالفعل - بحجة «الترويج باستخدام وسائل إعلام خاصة» و«مخالفات في التمويل» - يوم 27 أكتوبر 2011 في 6 دوائر انتخابية.
حلت العريضة في المركز الثالث بعد حركة النهضة والمؤتمر من أجل الجمهورية في النتائج الجزئية، وبعد إعلان تلك النتائج خرجت مظاهرات في سيدي بوزيد مسقط رأس الحامدي تحتجّ على النتيجة وتدّعي أن الحامدي قد دفع رشاوى للناخبين من أجل أن يصوتوا له. وتلى ذلك أعمال تخريب لمقر حزب حركة النهضة بالمدينة، وألقى راشد الغنوشي اللوم على قوات مناصرة لزين العابدين بن علي. وكانت مفاجئة أن تفوز تلك القائمة المستقلة بالمرتبتة الرابعة في النتائج النهائية الانتخابات، واتهمها البعض بأنّها «امتداد للتجمع الدستوري وشبكات النظام القديم... الذين استغلوا المناطق المهمّشة». للعريضة 19 نائب في المجلس التأسيسي، أي حوالي 8% من مجمل المقاعد.

## الأداء الإنتخابي
| تاريخ الانتخابات       | عدد الأصوات            | نسبة الأصوات           | عدد المقاعد            | النتيجة                |
| المجلس الوطني التأسيسي | المجلس الوطني التأسيسي | المجلس الوطني التأسيسي | المجلس الوطني التأسيسي | المجلس الوطني التأسيسي |
| ---------------------- | ---------------------- | ---------------------- | ---------------------- | ---------------------- |
| 2011                   | 273,362                | 6.74%                  | 26 / 217               | غير مشارك في الحكومة   |
| مجلس نواب الشعب        |                        |                        |                        |                        |
| 2014                   | 40,826                 | 1.20%                  | 2 / 217                | غير مشارك في الحكومة   |